# Park Narodowy Brecon Beacons
Park Narodowy Brecon Beacons (ang. Brecon Beacons National Park, wal. Parc Cenedlaethol Bannau Brycheiniog) – park narodowy w południowej Walii (Wielka Brytania), o powierzchni 1347 km². Założony został w 1957 roku, jako trzeci w Walii po parkach narodowych Snowdonia (1951) i Pembrokeshire Coast (1952).
Park narodowy obejmuje cztery masywy górskie: Black Mountain, Fforest Fawr, Brecon Beacons i Black Mountains, a także dolinę rzeki Usk. Rozciąga się od miasta Llandeilo na zachodzie, po Hay-on-Wye na północnym wschodnie i Pontypool na południowym wschodzie. Większość parku stanowią łąki i wrzosowiska, na których wypasane są walijskie kuce górskie i górskie owce walijskie.
Obszar parku znajduje się w granicach dziewięciu jednostek administracyjnych – Powys (66,1% powierzchni parku), Carmarthenshire (16,7%), Monmouthshire (11,1%), Rhondda Cynon Taff (3,9%), Merthyr Tydfil (1,8%), Blaenau Gwent (0,2%), Torfaen (0,1%), Neath Port Talbot (<0,1%) i Caerphilly (<0,1%). Na terenie parku zamieszkuje 32 654 osób (2001), z czego niemal połowa w położonych w jego granicach miejscowościach Brecon, Crickhowell, Gilwern, Hay-on-Wye i Talgarth. Na obrzeżu parku, lecz poza jego granicami, znajdują się miejscowości: Abergavenny, Pontypool, Blaenavon, Brynmawr, Ebbw Vale, Tredegar, Merthyr Tydfil, Hirwaun, Glynneath, Ystradgynlais, Brynamman, Ammanford, Llandeilo i Llandovery.
Zarząd parku narodowego jest właścicielem 13,5% obszaru parku (ok. 19 tys. hektarów). 7,7% obszaru znajduje się w posiadaniu rządowej agencji Forestry Commission, 4,2% należy do przedsiębiorstwa wodociągowego Welsh Water, 3,7% do organizacji National Trust, a 0,8% do Countryside Council for Wales. Pozostałe tereny (około 70% powierzchni parku) stanowi własność prywatną.